# Adrian Williams-Strong
Adrian Denise Williams, coniugata Strong (Fresno, 15 febbraio 1977), è un'ex cestista statunitense, professionista nella WNBA.

## Carriera
È stata selezionata dalle Phoenix Mercury al secondo giro del Draft WNBA 2000 (21ª scelta assoluta).